# Cornish pasty

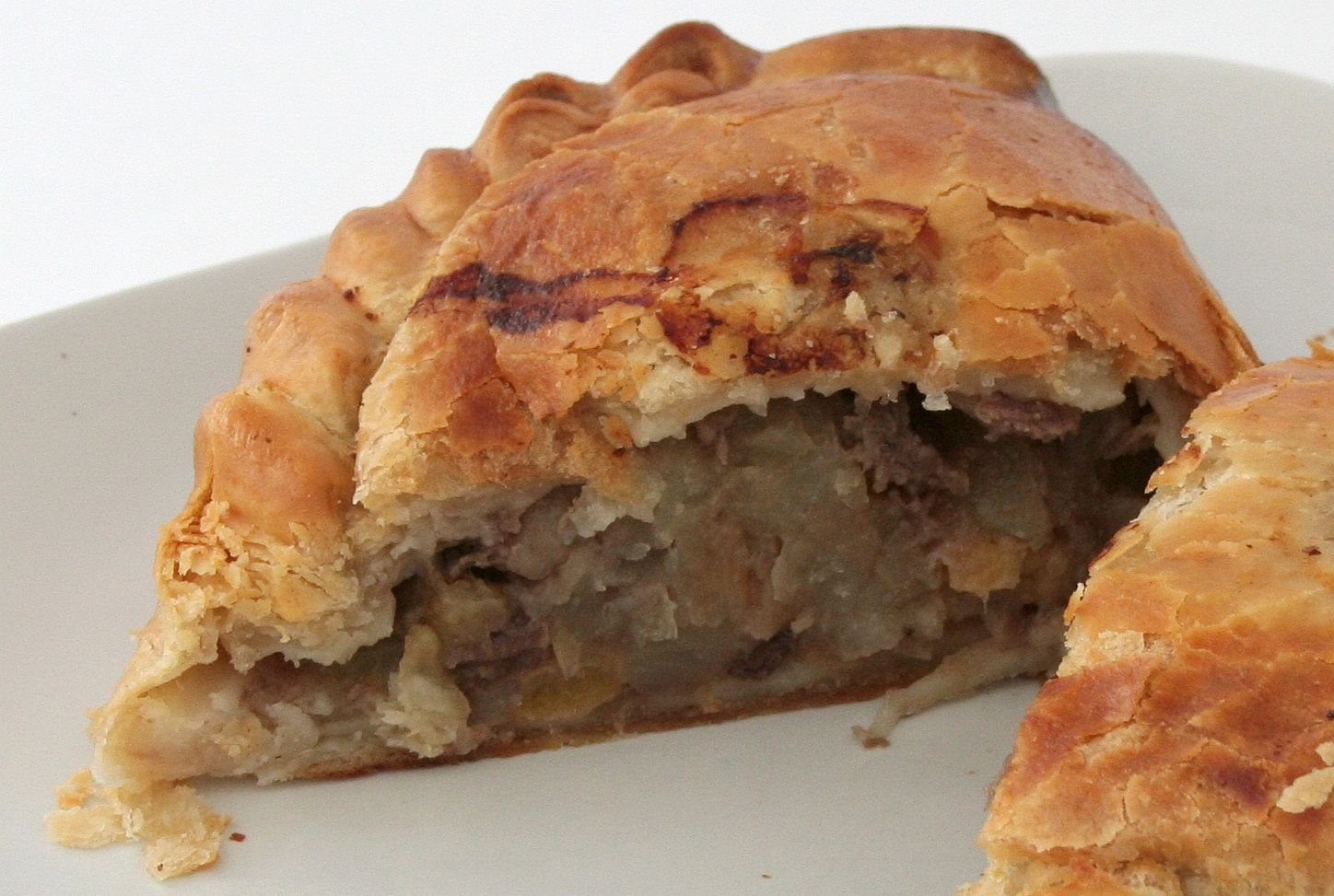
Een oggy met rundvlees en groenten

Cornish pasty is een traditioneel halfronde pastei die uit het Britse graafschap Cornwall komt. Traditioneel bestaat de vulling uit aardappel, koolraap en ui (alle drie fijngesneden) en rundvlees (in kleine blokjes gesneden), met wat boter en zout en peper naar smaak. Er zijn tegenwoordig vele varianten, zoals met kip, met kaas en vegetarisch. Ook bestaan er zoete varianten, bijvoorbeeld met appel. De in stevig deeg verpakte vulling van de echte pasty wordt niet voorgekookt, het gebak behoort in zijn geheel te worden gegaard in de oven.
Pasty's werden bij wijze van lunchgerecht al honderden jaren geleden door de vrouwen van mijnwerkers gemaakt. De pasty was in de mijn de ideale kant-en-klaarmaaltijd en doordat de voedzame vulling in deeg gehuld was, bleef ze lang warm. Volgens de overlevering beschermde de deegverpakking ook het voedsel in de vieze mijnomgeving en werd de dikke deegrand niet opgegeten, maar diende deze als 'handvat' voor de eter.
Een van de namen voor de pasty is oggy, een Cornisch woord. Als vrouwen de pasty's aan hun mannen in de tinmijnen brachten, schreeuwden zij "oggy oggy oggy" om hun te vertellen dat de lunch eraan kwam, waarop de mijnwerkers antwoordden met "oi oi oi". Later werd de kreet "oggy oggy oggy, oi oi oi" een uitroep bij rugbywedstrijden.
Overigens was de pasty populair bij arbeiders in grote delen van het Verenigd Koninkrijk, waaronder de mijndistricten van Noord-Engeland. Werkers die naar andere werelddelen trokken namen de gewoonte pasty's te eten als lunch mee. Daarom kan men ook in bijvoorbeeld Australië, Pennsylvania en Wisconsin pasty's aantreffen.